# Departamentos de Paraguay
Paraguay es un estado unitario que propende a la descentralización, en la forma que establece la constitución y las leyes. Para los efectos de la estructuración política y administrativa del Estado, el territorio nacional se divide, de mayor a menor grado, en departamentos, distritos o municipios que, dentro de los límites la constitución y las leyes, gozan de autonomía política, administrativa y normativa para la gestión de sus intereses, y de autarquía en la recaudación e inversión de sus recursos.
Por Ley N.º71/92 de fecha 6 de noviembre de 1992, el Paraguay está constituido en 17 departamentos y un Distrito Capital, Asunción -que es el asiento de los poderes del Estado-, este último constituyendo un municipio independiente de todo departamento desde el año 1993. 
Cada departamento está conformado por distritos municipales y cada departamento posee una capital (sede de la gobernación), estos últimos a su vez son el asiento de los gobiernos departamentales de sus respectivos departamentos.

## Departamentos de Paraguay
| Bandera | Departamento     | Abreviatura Nacional | Población (2022) | Superficie (km²) | Densidad (hab./km²) | Capital                  | Mapa |
| ------- | ---------------- | -------------------- | ---------------- | ---------------- | ------------------- | ------------------------ | ---- |
|         | Alto Paraguay    | PY-17                | 17 195           | 82 349           | 0,21                | Fuerte Olimpo            |      |
|         | Alto Paraná      | PY-10                | 763 702          | 14 895           | 52,69               | Ciudad del Este          |      |
|         | Amambay          | PY-13                | 179 412          | 12 933           | 13,44               | Pedro Juan Caballero     |      |
|         | Boquerón         | PY-16                | 71 078           | 91 669           | 0,74                | Filadelfia               |      |
|         | Caaguazú         | PY-05                | 431 519          | 11 474           | 37,49               | Coronel Oviedo           |      |
|         | Caazapá          | PY-06                | 139 479          | 9496             | 14,75               | Caazapá                  |      |
|         | Canindeyú        | PY-14                | 191 114          | 14 667           | 12,89               | Salto del Guairá         |      |
|         | Central          | PY-11                | 1 883 927        | 2465             | 757,23              | Areguá                   |      |
|         | Concepción       | PY-01                | 206 181          | 18 051           | 11,33               | Concepción               |      |
|         | Cordillera       | PY-03                | 268 037          | 4948             | 54,87               | Caacupé                  |      |
|         | Distrito Capital | PY-ASU               | 462 241          | 117              | 4079,88             | Asunción                 |      |
|         | Guairá           | PY-04                | 179 555          | 3846             | 46,83               | Villarrica               |      |
|         | Itapúa           | PY-07                | 449 642          | 16 525           | 26,44               | Encarnación              |      |
|         | Misiones         | PY-08                | 111 142          | 9556             | 11,99               | San Juan Bautista        |      |
|         | Ñeembucú         | PY-12                | 76 719           | 12 147           | 7,06                | Pilar                    |      |
|         | Paraguarí        | PY-09                | 200 472          | 8705             | 22,91               | Paraguarí                |      |
|         | Presidente Hayes | PY-15                | 123 313          | 72 907           | 1,74                | Villa Hayes              |      |
|         | San Pedro        | PY-02                | 355 175          | 20 002           | 17,09               | San Pedro de Ycuamandiyú |      |

Nota: Asunción no es considerada un departamento oficialmente, pero sí para registros de censos, encuestas y estadísticas.

## Gobierno Departamental
El gobierno de cada departamento es ejercido por un gobernador y por una Junta Departamental, electos por voto directo de los ciudadanos radicados en los respectivos departamentos, en comicios coincidentes con las elecciones generales, y duran cinco años en sus funciones. Las sedes de estos gobiernos departamentales están ubicadas en las respectivas capitales regionales.
El gobernador representa al Poder Ejecutivo en la ejecución de la política nacional, mientras que la Junta Departamental representa directamente al pueblo departamental y está compuesta por parlamentarios titulares y suplentes que en paralelismo político brasileño sería como un  regional. El número de éstos parlamentarios departamentales varía acorde a la población de cada Departamento, siendo 7 el mínimo y 21 el máximo tanto titulares como suplentes. Así mismo, cada departamento es una circunscripción judicial de jueces y tribunales de diversos fueros (que ejerce el Poder Judicial ), bajo superintendencia de la Corte Suprema de Justicia de Paraguay, con sede en Asunción. Por otra parte, cada departamento tiene su representación de diputados para la Cámara de Diputados de Paraguay, representando al Poder Legislativo de la República.
| Departamento  | Diputados (nacional) | Concejales Departamentales | Concejales Departamentales | Gobernador Departamental (electos 2023) |
| Departamento  | Diputados (nacional) | Titulares                  | Suplentes                  | Gobernador Departamental (electos 2023) |
| ------------- | -------------------- | -------------------------- | -------------------------- | --------------------------------------- |
| Central       | 20                   | 21                         | 21                         | Ricardo Estigarribia (PLRA)             |
| Alto Paraná   | 8                    | 21                         | 21                         | Cesar Torres (ANR)                      |
| Itapúa        | 6                    | 21                         | 21                         | Javier Pereira (PLRA)                   |
| Caaguazú      | 6                    | 21                         | 21                         | Marcelo Soto (ANR)                      |
| San Pedro     | 5                    | 21                         | 21                         | Freddy D'Ecclesis (ANR)                 |
| Cordillera    | 4                    | 18                         | 18                         | Denis Lichi (ANR)                       |
| Paraguarí     | 4                    | 16                         | 16                         | Juan Carlos Baruja (ANR)                |
| Concepción    | 3                    | 14                         | 14                         | Liz Meza (ANR)                          |
| Guairá        | 3                    | 14                         | 14                         | Cesar Sosa (ANR)                        |
| Caazapá       | 2                    | 12                         | 12                         | Christian Acosta (ANR)                  |
| Canindeyú     | 2                    | 12                         | 12                         | Nelson Martínez (ANR)                   |
| Misiones      | 2                    | 11                         | 11                         | Richard Ramirez (ANR)                   |
| Amambay       | 2                    | 11                         | 11                         | Juancho Acosta (ANR)                    |
| Pdte. Hayes   | 2                    | 10                         | 10                         | Bernardo Zárate (ANR)                   |
| Ñeembucú      | 2                    | 9                          | 9                          | Victor Fornerón (ANR)                   |
| Alto Paraguay | 1                    | 7                          | 7                          | Arturo Méndez (ANR)                     |
| Boquerón      | 1                    | 7                          | 7                          | Harold Bergen (ANR)                     |
| Total         | 80                   | 246                        | 246                        |                                         |

### Competencia del gobierno departamental
Según el artículo 163 de la Constitución de Paraguay, es de competencia del gobierno departamental: 
- 1. coordinar sus actividades con las de las distintas municipalidades del departamento; organizar los servicios departamentales comunes, tales como obras públicas, provisión de energía, de agua potable y los demás que afecten conjuntamente a más de un Municipio, así como promover las asociaciones de cooperación entre ellos;

- 2. preparar el plan de desarrollo departamental, que deberá coordinarse con el Plan Nacional de Desarrollo, y elaborar la formulación presupuestaria anual, a considerarse en el Presupuesto General de la Nación;

- 3. coordinar la acción departamental con las actividades del gobierno central, en especial lo relacionado con las oficinas de carácter nacional del departamento, primordialmente en el ámbito de la salud y en el de la educación;

- 4. disponer la integración de los Consejos de Desarrollo Departamental,

- 5. las demás competencias que fijen esta Constitución y la ley.

### Recursos de la administración departamental
Según el artículo 164 de la Constitución de Paraguay, los recursos de la administración departamental son: 
- 1. la porción correspondiente de impuestos, tasas y contribuciones que se definan y regulen por esta constitución y por la ley;

- 2. las asignaciones o subvenciones que les destinen el Gobierno nacional;

- 3. las rentas propias determinadas por ley, así como las donaciones y los legados, y

- 4. los demás recursos que fije la ley.

## Municipios
Los departamentos de Paraguay se subdividen en municipios. La última elección municipal se llevó a cabo el 15 de noviembre de 2015. En la actualidad Paraguay tiene un total de 259 municipios.